# SU-100Y
SU-100Y byl prototyp sovětského samohybného děla vyvinutého z prototypu tanku T-100. Vzniklo během Zimní války s Finskem jako zbraň ráže 130 mm, která by mohla ničit betonové obranné struktury jako jsou bunkry a protitankové překážky. Do konce zimní války se služby nedočkala, ale nakonec se účastnila obrany Moskvy.

## Vývoj
V prosinci 1939 nařídilo severozápadní velitelství Rudé armády 185.továrně vývoj vozidla, založeného na T-100. Vozidlo mělo operovat nejen jako samohybné dělo, k dispozici měly být i varianty pro stavbu mostů, převoz munice a odtahování tanků, zničených či poškozených na bojišti. Během vývoje bylo navrženo osadit T-100 dělem ráže 152 mm, aby tak bylo schopno ničit bunkry a jiná opevnění. Ředitel 185. továrny však navrhl použití 100 a 130 mm námořních děl. Tento návrh byl schválen a dokončené plány T-100X byly 8.1.1940 odeslány do továrny Izhorskij. T-100X měl kvádrovou nástavbu osazenou 130 mm námořním dělem typ B-13. V podvozku bylo použito nápravy s torzní tyčí, tak jak to bylo obvyklé u dobových tanků. Během vývoje prototypu byl nicméně pozměněn tvar nástavby, což mělo zrychlit nakládání munice. Nový prototyp byl označen SU-100Y a jeho plány byly odeslány továrně Izhorskij 24.2.1940. Jeho výroba začala 1.3., poprvé byl testován 14.3. Do konce Zimní války však již nestihl být bojově nasazen.
Během zimní války byla navržena modernizovaná verze T-100, osazená silným 152 mm dělem M-10, schopným ničit betonové objekty (jako například tzv. dračí zuby, běžnou součást evropského opevnění během 2. světové války). V březnu 1940 pak byla vyvinuta nová věž, určená k lafetaci 152 mm kanónu, projekt nesl označení T-100Z. K jeho realizaci však nedošlo kvůli upřednostnění výroby tanků KV-1 a KV-2, používajících právě 152 mm děla. V dubnu 1940 navrhla 185.továrna samohybné dělo pro obranu pobřeží, vybavené 130 mm námořním kanónem B-13 a třemi kulomety ráže 7.62 mm v otočné věži. Tento návrh byl označen jako Prototyp 103, zůstal však pouze na papíře.
Po ukončení prací na projektu T-100 byl prototyp SU-100Y přesunut do Kubinky. V listopadu 1941, v nejkritičtější části bojů o předměstí Moskvy byl SU-100Y nasazen spolu s prototypy SU-14 a SU−14-1, osazenými 152 mm dělem, jako součást Nezávislé dělostřelecké divize pro zvláštní nasazení. Další záznamy o bojovém nasazení nejsou známy. Prototyp SU-100Y se dočkal konce války a stal se součástí sbírky Muzea tanků v Kubince.